# Seigneurie de Ferrare
La seigneurie de Ferrare (en italien : Signoria di Ferrara) était une seigneurie féodale, partiellement, un fief impérial, car il relevait des États pontificaux pour la ville de Ferrare, gouvernée par la famille d'Este de 1208 à 1471, date à laquelle elle deviendra le duché de Ferrare.
En plus de Ferrare, elle comprenait Modène et Reggio. Les Estes, marquis de la ville du même nom, étaient marquis de Ferrare, d’où le nom impropre mais courant de marquisat de Ferrare.

## Histoire
La commune libre de Ferrare naquit à la mort de la comtesse Mathilde de Toscane en 1115, puis se consolida, et se maintint durant environ 150 ans.
Puis l'essor de la maison dans la ville de Ferrare augmenta encore grâce à Obizzo I d’Este, du duché de Modène, qui accéda au pouvoir avec le soutien politique et économique fondamental des princes Giocoli, et par son mariage avec l'héritière de l'influente famille Adelardi, transférant de fait sa cour à Ferrare. En cela, il initia l'une des périodes les plus prospères des débuts de la Renaissance. La ville se transforma notablement avec la création d'un nouveau système urbain global entre partie médiévale, pré-Renaissance et seigneurie avec l'imposant château d'Este en toile de fond.    

### Seigneurie
La seigneurie d'Este, du côté des Guelfes, s'établit à Ferrare à partir de 1208 avec Azzo VI d'Este. À partir de ce moment, les Estensi étendirent leur domination également sur les territoires de Modène et de Reggio. Ferrare et son territoire ont continué à appartenir à l'État de l'Église et la famille Este, en ce qui concerne ces terres, étaient des seigneurs féodaux de l'État pontifical, tandis que Modène et Reggio tombaient sous les dominions du Saint-Empire romain germanique. Les marquis d'Este étaient donc seigneurs féodaux du pape pour le territoire de Ferrare, et de l'empereur pour les territoires de Modène et de Reggio.
En 1471, le marquis Borso d'Este, qui était déjà duc de Modène et de Reggio depuis 1452, obtint également le titre ducal pour Ferrare du pape Paul II, peu avant sa mort.

### Articles liés
- Signoria
- Duché de Ferrare
- Armorial de la maison d'Este
- Liste des anciens États italiens